# Theodor Goldstücker
Theodor Goldstücker (* 18. Januar 1821 in Königsberg; † 6. März 1872 in London) war ein deutscher Sanskritforscher.

## Leben
Theodor Goldstücker widmete sich seit 1836 an der Albertus-Universität Königsberg, zwischen 1838 und 1840 an der Universität Bonn philologischen und orientalistischen sowie philosophischen Studien. Er ging später nach Paris, wo er die dortigen reichhaltigen Sanskrit-Handschriften durchforschte. 1846 kehrte Goldstücker nach Deutschland zurück und lebte längere Zeit in Berlin. 
1850 begab sich Goldstücker nach London, wo er durch die Vermittlung von Horace Hayman Wilson 1851 Professor des Sanskrit an der Universität London wurde. Wilson übertrug ihm gleichzeitig eine Neubearbeitung seines Sanskrit Dictionary. 

## Mitgliedschaften
Theodor Goldstücker war Mitglied der Deutschen Morgenländischen Gesellschaft.
Seit 1868 war er auswärtiges Mitglied der Bayerischen Akademie der Wissenschaften.

## Werke
- anonym: Prabodha-Chandrodaya. Königsberg 1842 (unvollendet).
- Pânini: his place in Sanskrit literature. London 1861 (Hauptwerk).
- Sanskrit Dictionary. 6 Hefte. London 1856–1864 (unvollendet).
- Jaiminiya-nyâya-mâlâ-vistara. 5 Hefte. London 1865–1867 (unvollendet).
- Der Briefwechsel zwischen Theodor Goldstücker und Rudolf Virchow, 1848 bis 1878 (= Rudolf Virchow: Sämtliche Werke. Bd. 61). Zum ersten Mal vollständig in historisch-kritischer Edition vorgelegt von Christian Andree. Olms, Hildesheim 2007, ISBN 978-3-487-13255-6